# Teddybears
Pour les articles homonymes, voir Teddy bear.
Teddybears, anciennement Teddybears STHLM, est un groupe suédois de rock et electro, originaire de Stockholm. Il est formé en 1991 par Patrik Arve et les frères Joakim et Klas Åhlund. Ils composent jusqu'alors les albums You Are Teddybears (1993), I Can't Believe It's Teddybears STHLM (1996), Rock 'n' Roll Highschool (2000), Fresh (2005), Soft Machine (2006), Devil's Music (2010) et Rock On en 2016. Peu connus en France, ils signent avec Iggy Pop aux États-Unis un titre nommé Punkrocker sur l'album Soft Machine. Le groupe est produit par le label discographique BMG Music Publishing.

## Histoire
Le guitariste Joakim Åhlund compose Jerk It out pour le groupe suédois Caesars, une musique largement influencée par le style de Teddybears. Son frère, Klas Åhlund a produit plusieurs albums du groupe Caesars.
Baby Trish vient en Suède pour enregistrer le clip de What's Your Problem et se produire avec Teddybears lors des Grammis Awards 2015. Le groupe a profité de sa prestation pour faire une déclaration contre le racisme. Des mots liés à l'orientation sexuelle, à l'origine ethnique et à l'appartenance religieuse suivis d'un signe égal et du mot « suédois » ont été projetés sur des écrans autour de la scène Il s'agissait d'une réponse à une déclaration de Björn Söder (SD) dans laquelle il avait parlé de qui était ethniquement suédois ou non. En 2014, les Teddybears font une déclaration similaire en imprimant des produits dérivés du groupe avec le texte SD = racistes, qu'ils ont utilisé lors d'une performance dans l'émission Sommarkrysset sur TV4
Le 30 janvier 2017, le documentaire You Are Teddybears est présenté en avant-première au festival du film de Göteborg et le 23 juillet 2017, il est diffusé sur SVT. Le documentaire est réalisé par John Boisen et Björn Fävremark. 

## Réutilisations
Le morceau Cobrastyle, extrait de l'album Fresh, est utilisé dans quelques publicités pour la télévision. Il est aussi le morceau officiel du WWE SummerSlam 2006. Il est encore entendu dans la publicité de Heineken avec le célèbre danseur de popping David Elsewhere et plusieurs fois dans la série télévisée Chuck lors des scènes de combat. Cobrastyle est à nouveau utilisée dans une pub pour le constructeur automobile Citroën à partir de novembre 2020.
Le morceau Different Sound, autre extrait de l'album Fresh, est utilisé dans la pub pour le processeur Intel Core 2 Duo en 2006. Le morceau Rocket Scientist, présent sur Devil's Music, est utilisé dans l'épisode 5 de la saison 3 de Breaking Bad. Le morceau Devil's Music, issu du disque du même nom, est une chanson officielle du jeu Need for Speed: Hot Pursuit (2010).
Le titre Sunshine est utilisé en 2015 dans un spot publicitaire pour la Peugeot 208. Le titre Sunshine est aussi utilisé dans la bande son de FIFA 15, édité par Electronic Arts.
La chanson Punkrocker (en duo avec Iggy Pop) est utilisé dans le générique de fin du film Superman de James Gunn sorti en 2025.

## Discographie

### Albums studio
- 1993 : You Are Teddybears
- 1996 : I Can't Believe It's Teddybears STHLM
- 2000 : Rock 'n' Roll Highschool
- 2004 : Fresh
- 2006 : Soft Machine
- 2010 : Devil's Music
- 2016 : Rock On

### Singles notables
- 1991 : Woman in Pain (sous Teddybears Sthlm)
- 1993 : Extra Pleasure (sous Teddybears Sthlm)
- 1994 : Step on It (We Are the Best!) (sous Teddybears Sthlm)
- 1995 : Purple Rain (sous Teddybears Sthlm)
- 1996 : The Robots (sous Teddybears Sthlm)
- 1996 : Magic Finger (sous Teddybears Sthlm)
- 1999 : Ahead of My Time (sous Teddybears Sthlm)
- 2000 : Yours to Keep (sous Teddybears Sthlm) (with Paola)
- 2000 : Automatic Lover (sous Teddybears Sthlm)
- 2000 : Punkrocker (sous Teddybears Sthlm)
- 2000 : Rock'n'Roll Highscool (sous Teddybears Sthlm)
- 2004 : Cobrastyle (sous Teddybears Sthlm)
- 2004 : Hey Boy (sous Teddybears Sthlm)
- 2004 : Little Stereo (sous Teddybears Sthlm)
- 2018 : Hustla (avec Ward 21)
- 2018 : Shimmy Shimmy Style (avec Petite Meller)
- 2019 : Young, Handsome and Fast (avec Rakel et Rigo)